# Dylan Thomas (cheval)
Pour l'écrivain gallois, voir Dylan Thomas.
Pour les articles homonymes, voir Dylan.
Dylan Thomas (2003- ) est un cheval de course irlandais, par Danehill et Lagrion (par Diesis). Entrainé par Aidan O'Brien, il défend les couleurs de Coolmore.

## Carrière
Destiné au programme classique, titulaire d'un accessit dans un groupe 3 à l'automne de ses 2 ans, Dylan Thomas se pose parmi les prétendants au Derby d'Epsom grâce à sa victoire dans le Derrinstown Stud Derby Trial. S'il termine troisième de Sir Percy dans la grande épreuve britannique, où l'arrivée se juge dans un mouchoir de poche, il s'octroie très facilement l'Irish Derby dans la foulée. En septembre, il fait une rentrée victorieuse en devançant la championne Ouija Board dans les Irish Champion Stakes. Sa campagne 2006 est terminée.
De retour en 2007, il commence très tôt sa saison par une victoire dans une listed irlandaise avant de s'imposer à Longchamp dans le Prix Ganay, en un temps record. Puis il enchaîne toute l'année une série de performances où se démontre son extrême constance. Deuxième de la Tattersalls Gold Cup puis des Prince of Wales's Stakes derrière l'intouchable Manduro, vainqueur des King George, deuxième des International Stakes, puis lauréat à nouveau des Irish Champion Stakes, en battant Duke of Marmalade et en devenant le premier cheval à réaliser le doublé dans cette épreuve. Cette saison exceptionnelle de régularité au plus haut niveau trouve son apothéose dans le Prix de l'Arc de Triomphe qu'il remporte en octobre, une victoire à l'arraché qui a résisté à une longue enquête des commissaires, Dylan Thomas ayant beaucoup penché dans la ligne droite. Le cheval rate sa fin de carrière, d'abord dans la Breeders' Cup Turf, où il ne peut se classer qu'à une lointaine cinquième place, sur un terrain très lourd et un hippodrome très tournant (Monmouth Park), ensuite à Hong Kong, dans le Hong Kong Vase, où il échoue complètement pour son ultime apparition.

### Résumé de carrière
| Date         | Hippodrome    | Pays        | Course                               | Statut      | Distance    | Jockey       | Place       | Écart       | Vainqueur ou deuxième | Temps       |
| 2005, 2 ans  | 2005, 2 ans   | 2005, 2 ans | 2005, 2 ans                          | 2005, 2 ans | 2005, 2 ans | 2005, 2 ans  | 2005, 2 ans | 2005, 2 ans | 2005, 2 ans           | 2005, 2 ans |
| ------------ | ------------- | ----------- | ------------------------------------ | ----------- | ----------- | ------------ | ----------- | ----------- | --------------------- | ----------- |
| 30 juin      | Tipperary     | Irlande     | Maiden                               |             | 1 500 m     | K. Fallon    | 1er / 10    | 1           | Galantos              | 1'36"90     |
| 8 octobre    | Leopardstown  | Irlande     | Levy Stakes                          |             | 1 400 m     | K. Fallon    | 1er / 12    | 3/4         | Royal Power           | 1'27"40     |
| 10 septembre | Salisbury     | Royaume-Uni | Autumn Stakes                        | Gr. 3       | 1 600 m     | J. Murtagh   | 2e / 12     | enc.        | Blitzkrieg            | 1'40"90     |
| 22 octobre   | Doncaster     | Royaume-Uni | Racing Post Trophy                   | Gr. 1       | 1 600 m     | J. Murtagh   | 6e / 7      | 6 ¾         | Palace Episode        | 1'45"10     |
| 2006, 3 ans  |               |             |                                      |             |             |              |             |             |                       |             |
| 14 mai       | Leopardstown  | Irlande     | Derby Trial Stakes                   | Gr. 2       | 2 000 m     | S. Heffernan | 1er / 8     | 1 ½         | Mountain              | 2'07"80     |
| 3 juin       | Epsom         | Royaume-Uni | Derby                                | Gr. 1       | 2 400 m     | J. Murtagh   | 3e / 18     | enc.        | Sir Percy             | 2'35"25     |
| 2 juillet    | Curragh       | Irlande     | Irish Derby                          | Gr. 1       | 2 400 m     | K. Fallon    | 1er / 13    | 3 ½         | Gentlewave            | 2'29"70     |
| 22 août      | York          | Royaume-Uni | International Stakes                 | Gr. 1       | 2 080 m     | M. Kinane    | 4e / 7      | 3 ¾         | Notnowcato            | 2'12"32     |
| 9 septembre  | Leopardstown  | Irlande     | Irish Champion Stakes                | Gr. 1       | 2 000 m     | K. Fallon    | 1er / 6     | enc.        | Ouija Board           | 2'02"90     |
| 7 octobre    | Belmont Park  | États-Unis  | Jockey Club Gold Cup                 | Gr. 1       | 2 000 m     | J. Velazquez | 4e / 4      | 32          | Bernardini            | 2'01"02     |
| 2007, 4 ans  |               |             |                                      |             |             |              |             |             |                       |             |
| 15 avril     | Curragh       | Irlande     | Alleged Stakes                       | Listed      | 2 000 m     | S. Heffernan | 1er / 7     | 3           | Fracas                | 2'12"40     |
| 29 avril     | Longchamp     | France      | Prix Ganay                           | Gr. 1       | 2 100 m     | C. Soumillon | 1er / 8     | 2           | Cloth of Stars        | 2'07"90     |
| 27 mai       | Curragh       | Irlande     | Tattersalls Gold Cup                 | Gr. 1       | 2 100 m     | S. Heffernan | 2e / 9      | tête        | Notnowcato            | 2'16"20     |
| 20 juin      | Ascot         | Royaume-Uni | Prince of Wales's Stakes             | Gr. 1       | 2 000 m     | C. Soumillon | 2e / 6      | 1 ¼         | Manduro               | 2'05"91     |
| 28 juillet   | Ascot         | Royaume-Uni | King George VI & Queen Elizabeth St. | Gr. 1       | 2 400 m     | J. Murtagh   | 1er / 7     | 4           | Youmzain              | 2'31"11     |
| 21 août      | York          | Royaume-Uni | International Stakes                 | Gr. 1       | 2 080 m     | J. Murtagh   | 2e / 7      | 1           | Authorized            | 2'11"82     |
| 9 septembre  | Leopardstown  | Irlande     | Irish Champion Stakes                | Gr. 1       | 2 000 m     | K. Fallon    | 1er / 6     | 1 ½         | Duke of Marmalade     | 2'02"27     |
| 7 octobre    | Longchamp     | France      | Prix de l'Arc de Triomphe            | Gr. 1       | 2 400 m     | K. Fallon    | 1er / 12    | tête        | Youmzain              | 2'28"50     |
| 27 octobre   | Monmouth Park | États-Unis  | Breeders' Cup Turf                   | Gr. 1       | 2 400 m     | J. Murtagh   | 5e / 8      | 8 ¾         | English Channel       | 2'36"96     |
| 9 décembre   | Sha Tin       | Hong Kong   | Hong Kong Vase                       | Gr. 1       | 2 400 m     | J. Murtagh   | 7e / 13     | 4 ¾         | Doctor Dino           | 2'28"80     |

## Au haras
Dylan Thomas entre au haras de Coolmore afin de démarrer une carrière d'étalon sur les deux hémisphère, en Irlande et en Australie. Il effectue une première année de monte en 2008 à 50 000 € la saillie, puis à 35 000 € l'année suivante, un tarif revu depuis nettement à la baisse (5 000 € en 2015). Malgré cette dévaluation, il a tout de même donné plusieurs lauréats de groupe 1, dont le champion hong-kongais Blazing Speed, et il est le père de mère du champion Persian King.

## Origines
Dylan Thomas appartient à l'avant-dernière production du chef de race Danehill, à qui il offre un premier, et unique, Prix de l'Arc de Triomphe. Il est l’œuvre de la matrone Lagrion, qui n'avait pas couru et avait été achetée pour la modique somme de 22 000 Guinées aux ventes de poulinières avant de devenir une exceptionnelle poulinière, revendiquant en effet deux championnes, Queen's Logic et Homecoming Queen. Sa production : 
- Queen's Logic (Grand Lodge, 1999) : Cheveley Park Stakes, Lowther Stakes (Gr.2), Queen Mary Stakes (Gr.3), Duty Free Stakes (Gr.3). Meilleure 2 ans d'Europe en 2001.
- Love to Dance (Sadler's Wells, 2005) : 3e Blandford Stakes (Gr.2)
- Remember When (Danehill Dancer, 2007) : 2e Oaks. 4e 1000 Guinées irlandaises, Pretty Polly Stakes. Mère de : 
  - Wedding Vow (Galileo, 2012) : Kilboy Estate Stakes (Gr.2)
  - Beacon Rock (Galileo, 2013) : Gallinule Stakes (Gr.3), 2e Beresford Stakes (Gr.2)
- Homecoming Queen (Holy Roman Emperor, 2009) : 1000 Guinées, Leopardstown 1000 Guineas Trial Stakes (Gr.3), 2e C.L. Weld Park Stakes (Gr.3).

Dylan Thomas est issu de l'illustre famille 9-c, mais pas de la célèbre branche de la fondatrice Mumtaz Mahal, à laquelle appartient une multitude de champions (Nasrullah, Abernant, Petite Étoile, Shergar, Habibti, Zarkava, Cracksman, Golden Horn, Alpinista, etc.), et avec qui il partage une ancêtre, Palotta (1893).

### Pedigree
| Origines de Dylan Thomas (IRE), mâle bai né en 2003 | Origines de Dylan Thomas (IRE), mâle bai né en 2003 | Origines de Dylan Thomas (IRE), mâle bai né en 2003 | Origines de Dylan Thomas (IRE), mâle bai né en 2003 |
| --------------------------------------------------- | --------------------------------------------------- | --------------------------------------------------- | --------------------------------------------------- |
| Père Danehill                                       | Danzig                                              | Northern Dancer                                     | Nearctic                                            |
| Père Danehill                                       | Danzig                                              | Northern Dancer                                     | Natalma                                             |
| Père Danehill                                       | Danzig                                              | Pas de Nom                                          | Admiral's Voyage                                    |
| Père Danehill                                       | Danzig                                              | Pas de Nom                                          | Petitioner                                          |
| Père Danehill                                       | Razyana                                             | His Majesty                                         | Ribot                                               |
| Père Danehill                                       | Razyana                                             | His Majesty                                         | Flower Bowl                                         |
| Père Danehill                                       | Razyana                                             | Spring Adieu                                        | Buckpasser                                          |
| Père Danehill                                       | Razyana                                             | Spring Adieu                                        | Natalma                                             |
| Mère Lagrion                                        | Diesis                                              | Sharpen Up                                          | Atan                                                |
| Mère Lagrion                                        | Diesis                                              | Sharpen Up                                          | Rocchetta                                           |
| Mère Lagrion                                        | Diesis                                              | Doubly Sure                                         | Reliance                                            |
| Mère Lagrion                                        | Diesis                                              | Doubly Sure                                         | Soft Angels                                         |
| Mère Lagrion                                        | Wrap it Up                                          | Mount Hagen                                         | Bold Bidder                                         |
| Mère Lagrion                                        | Wrap it Up                                          | Mount Hagen                                         | Moonmadness                                         |
| Mère Lagrion                                        | Wrap it Up                                          | Doc Nan                                             | Francis S.                                          |
| Mère Lagrion                                        | Wrap it Up                                          | Doc Nan                                             | Betty W (famille 9-c)                               |